# Stick to Me
Albums de Graham Parker
The Pink Parker
(1977) The Parkerilla
(1978)
Stick to Me est le troisième album de Graham Parker and the Rumour. L'opinion de la critique au sujet de Stick to Me le place généralement en dessous de leurs deux premiers albums, Howlin' Wind et Heat Treatment. L'un des problèmes reconnus par le groupe est la qualité du son : il y a eu des problèmes techniques au niveau de la production. Les enregistrements d'origine ont été rendus inutilisables, et toutes les chansons ont dû être réenregistrées en vitesse.
Parker, interviewé par Steve Hammer, a déclaré au sujet de la réalisation de l'album :
« ...Pour Stick to Me, on avait une section cordes de 80 personnes qui jouaient dessus. Mais l'album entier a dû être jeté parce qu'une des bandes avaient une fuite d'oxyde ou quelque chose comme ça. Le producteur, encore une fois, ne semble pas s'en être aperçu. On a vu ce truc noir qui s'échappait des bandes mais il ne s'en ait pas aperçu. Quand il a fallu le mixer, c'était impossible. Le charleston fuyait sur tous les morceaux. C'était un cauchemar, parce qu'on avait une tournée qui venait. À l'époque j'avais un manager, et les managers vous disent tout le temps « On doit jouer en Suède maintenant » comme s'il s'agissait de la chose la plus importante à faire.
Donc on a dû refaire tout l'album en une semaine avec Nick Lowe. Ce n'est pas du tout ce que je souhaitais. C'est un album très intense, au son assez sale, mais j'ai tendance à l'apprécier aujourd'hui à cause de ça. Je crois que les gens essayent d'obtenir ce son maintenant, et ce depuis la fin des années 1980, quand on s'est enfin débarrassé de ce son de batterie à la Phil Collins pour revenir à la réalité. Si un groupe sortait un album de ce genre aujourd'hui, on dirait que c'est un super album lo-fi. Mais à l'époque, évidemment, la critique américaine l'a descendu. Ils pensaient que je devais avoir le son de Boston ou de Journey ou de groupes comme ceux-là. Ils pensaient que je devais avoir un son plus lisse. Mais ils avaient raison dans un sens. »

## Liste des pistes
| No  | Titre                              | Auteur        | Durée |
| --- | ---------------------------------- | ------------- | ----- |
| 1.  | Stick to Me                        | Graham Parker | 3:29  |
| 2.  | I'm Gonna Tear Your Playhouse Down | Earl Randle   | 3:26  |
| 3.  | Problem Child                      | Parker        | 3:25  |
| 4.  | Soul on Ice                        | Parker        | 3:01  |
| 5.  | Clear Head                         | Parker        | 2:58  |
| 6.  | The New York Shuffle               | Parker        | 2:58  |
| 7.  | Watch the Moon Come Down           | Parker        | 4:49  |
| 8.  | Thunder and Rain                   | Parker        | 3:15  |
| 9.  | The Heat in Harlem                 | Parker        | 7:00  |
| 10. | The Raid                           | Parker        | 2:39  |

## Personnel
- Graham Parker – chant, guitare
- Brinsley Schwarz – guitare
- Martin Belmont – guitare, chœurs
- Bob Andrews – orgue, piano, claviers, chœurs
- Steve Goulding – batterie, chœurs
- Andrew Bodnar – guitare basse Fender

### Personnel supplémentaire
- John Altman – saxophone
- Ray Beavis – saxophone
- David Bedford– arrangements
- John Earle – saxophone
- Chris Gower – trombone
- Dick Hanson – trompette
- Darryl Leeque – percussion

## Position dans les charts
Album
| Année | Chart                | Position |
| ----- | -------------------- | -------- |
| 1977  | Billboard Pop Albums | 125      |